# Stelletta latiancora
Stelletta latiancora är en svampdjursart som beskrevs av Topsent 1928. Stelletta latiancora ingår i släktet Stelletta och familjen Ancorinidae. Inga underarter finns listade i Catalogue of Life.